# Паскола (Міссурі)
Паскола (англ. Pascola) — селище (англ. village) в США, в окрузі Пеміскот штату Міссурі. Населення — 87 осіб (2020).

## Географія
Паскола розташована за координатами 36°16′2″ пн. ш. 89°49′33″ зх. д. / 36.26722° пн. ш. 89.82583° зх. д. (36.267263, -89.825805).  За даними Бюро перепису населення США в 2010 році селище мало площу 0,41 км², уся площа — суходіл.

## Демографія
Згідно з переписом 2010 року, у селищі мешкало 108 осіб у 48 домогосподарствах у складі 26 родин. Густота населення становила 261 особа/км².  Було 55 помешкань (133/км²).
Расовий склад населення:
| - 97,2 % — білих |

До двох чи більше рас належало 1,9 %. Частка іспаномовних становила 0,9 % від усіх жителів.
За віковим діапазоном населення розподілялося таким чином: 17,6 % — особи молодші 18 років, 63,0 % — особи у віці 18—64 років, 19,4 % — особи у віці 65 років та старші. Медіана віку мешканця становила 43,0 року. На 100 осіб жіночої статі у селищі припадало 83,1 чоловіків;  на 100 жінок у віці від 18 років та старших — 85,4 чоловіків також старших 18 років.
За межею бідності перебувало 65,8 % осіб, у тому числі 100,0 % дітей у віці до 18 років та 71,4 % осіб у віці 65 років та старших.
Цивільне працевлаштоване населення становило 35 осіб. Основні галузі зайнятості: освіта, охорона здоров'я та соціальна допомога — 22,9 %, роздрібна торгівля — 17,1 %, виробництво — 17,1 %.